# Claviporella geminata
Claviporella geminata är en mossdjursart som först beskrevs av Wyville Thomson 1858.  Claviporella geminata ingår i släktet Claviporella och familjen Catenicellidae. Inga underarter finns listade i Catalogue of Life.